# Elizabeth Aguilar
Elizabeth Esperanza Aguilar Molina (* 18. November 1987) ist eine salvadorianische Fußballschiedsrichterassistentin.
Von 2012 bis 2018 sowie erneut seit 2024 steht Aguilar auf der Liste der FIFA-Schiedsrichter und leitet internationale Fußballpartien.
Bei der Weltmeisterschaft 2015 in Kanada leitete Aguilar im Schiedsrichtergespann von Margaret Domka ein Spiel in der Gruppenphase. Zudem war sie Schiedsrichterassistentin bei der U-17-Weltmeisterschaft 2012 in Aserbaidschan, bei der U-20-Weltmeisterschaft 2016 sowie bei diversen Qualifikations- und Freundschaftsspielen.